# 다수자
다수자, 다수 또는 머저리티(majority)는 총합 중 절반을 초과하거나 더 큰 부분을 가리킨다. 집합 요소들의 절반을 초과하는 집합의 부분집합이다. 예를 들어 20명으로 구성된 그룹이 있다고 할 때 다수는 11명 이상의 개인들이고 10명 이하의 개인은 다수에 속하지 못한다. 다수는 투표 요건을 규정하기 위해 사용할 수 있는데, 즉 투표 중 절반을 초과하는 쪽이 우세하다는 의미이다.

## 예시
다음은 오피스에 3명의 사람이 있고 이들에게 투표를 한다고 가정한다: 앨리스, 밥, 캐럴.
| 후보   | 투표 |
| ------ | ---- |
| 앨리스 | 14   |
| 밥     | 4    |
| 캐럴   | 2    |
| 총합   | 20   |

시나리오 1에서, 앨리스는 다수표를 받았다. 총 20표가 투표되었고 앨리스가 절반을 초과하여 가져갔다.

### 시나리오 2
| 후보   | 투표 |
| ------ | ---- |
| 앨리스 | 10   |
| 밥     | 6    |
| 캐럴   | 4    |
| 총합   | 20   |

시나리오 2에서 3명의 모든 후보가 자격이 있다고 가정한다. 이 경우 아무도 다수표를 받지 못했다.

### 시나리오 3
| 후보             | 투표 |
| ---------------- | ---- |
| 앨리스           | 10   |
| 밥               | 6    |
| 캐럴 (자격 없음) | 4    |
| 총합             | 20   |

시나리오 3에서 앨리스와 밥이 자격이 있지만 캐럴은 그렇지 못한다고 가정한다. 로버트 회의진행법을 사용하면 시나리오 2에서처럼 아무도 다수표를 가져지 못했다. 이 경우 캐럴의 4표는 총합에 계수된다. 그러나 스탠더드 코드를 사용하면 앨리스가 다수표를 가져가는데, 이 경우 자격이 있는 후보의 투표만 계수된다. 이때 자격이 있는 후보의 경우 16표가 있고 앨리스는 16표를 초과하여 가져간다.

## 같이 보기
- 다수결